# Altay Veloso
Altay Veloso da Silva (São Gonçalo, 26 de fevereiro de 1951) é um cantor compositor e guitarrista brasileiro. É neto de acordeonista, filho de jongueiro capixaba com sacerdotisa de religião de matriz africana.
Como compositor, escreveu canções de tendências distintas, para artistas entre os quais Elba Ramalho, Vanusa, Daniel Camilo, Nana Caymmi, Roberto Carlos, Exaltasamba, Zizi Possi, Leonardo, Selma Reis, Jorge Aragão, Wando, Alcione, Fat Family, Elymar Santos, Wanderléia, Emilio Santiago, Jorge Vercillo, Belo, Alexandre Pires, Billy & Junny, Christian & Ralph, Netinho de Paula, Fagner, Reinaldo, O Príncipe do Pagode entre tantos outros, num total de mais de 450 músicas.

## Carreira
Aos vinte e um anos faz suas primeiras composições e graças a elas é convidado a integrar algumas das bandas de grande prestígio do Rio de Janeiro, entre elas, “O Rancho” de onde saíram vários músicos que passaram a integrar o elenco que acompanha notáveis intérpretes da MPB, e a “Bando do Bando”, que deu origem à Banda Black Rio.
Na convivência com esses instrumentistas, Altay aprimorou seu ofício de compor até que, em 1980, participou do MPB Shell e, produzido pelo guitarrista e compositor Durval Ferreira, gravou pela RCA seu primeiro disco autoral, “O cantador”. O segundo e o terceiro disco foram produzidos em 1983 e 1985, respectivamente, pela Polygram, em 1987 e 1988, o disco “Sedução” e “Paixão de d'Artagnan” pela Warner Continental.
Durante esse tempo, teve algumas de suas canções fazendo parte das trilhas sonoras de telenovelas da Rede Globo, tendo sido convidado por três anos consecutivos a tocar no festival de jazz de Montreal, como integrante de uma banda formada por músicos brasileiros, do saxofonista de jazz mais importante do Canadá, Jean Pierre Zanella.
No ano de 1994 Altay interrompeu temporariamente sua carreira de cantor para se dedicar por tempo integral à carreira de compositor. Compôs em 1996 o pagode romântico Antes de Dizer Adeus, para o álbum Refém do Coração, do Grupo Soweto. Esta música seria regravada anos mais tarde por diversos outros artistas, tais como Thiaguinho e Ludmilla, ainda que com uma pequena mudança na letra, para a correção de um erro gramatical.
Em 1998 montou seu próprio selo e estúdio de gravação, retornando ao cenário artístico como cantor, gravando o disco “Nascido em 22 de abril”. Nesse disco com todas as canções dedicadas ao Brasil, Altay Veloso é o único arranjador e instrumentista em todas as canções. 
Entre 2002 e 2006, ao mesmo tempo em que integra o corpo de jurados do Prêmio Sharp/Tim, compôs para vários artistas, fez vinhetas para publicidade e trilhas sonoras para curtas-metragens. 
Em 2004, lançou o livro "O Alabê de Jerusalém”, e no ano seguinte, escreveu uma ópera de mesmo nome, baseada no livro. Antes de realizar a ópera em espetáculo cênico, esta foi lançada em CD e em DVD. Posteriormente, a obra inspiraria também o samba-enredo da Unidos do Viradouro em 2016.
Em 2016, ganhou o concurso de samba-enredo na Mocidade Independente de Padre Miguel, sendo assim um dos autores da obra (ao lado de Paulo César Feital, Zé Glória, J. Giovanni, Dadinho, Zé Paulo Sierra, Gustavo, Fábio Borges, André Baiacu e Thiago Meiners) que serviu de trilha sonora para o enredo "As mil e uma noites de uma 'Mocidade' pra lá de Marrakesh", que ajudou a escola a conquistar o título do carnaval de 2017, dividido com a Portela.

## Premiações
- Estandarte de Ouro - 2018 - Melhor Samba-Enredo (Mocidade - "Namastê: A Estrela que Habita em Mim, Saúda a que Existe em Você")[6]